# Nadine Perks
Nadine Perks (geboren als Nadine Rieder) (Oberstdorf, 17 juli 1989) is een voormalig mountainbikester uit Duitsland.
Rieder reed op de Wereldbeker mountainbike 2013, waar ze derde werd in de openingsrace in Albstadt, en op de Wereldkampioenschappen mountainbike 2013, waar ze bij het onderdeel Eliminator als vierde net naast het podium eindigde.
Na een succesvol seizoen in 2013 kampte Rieder in 2014 met een terugval, waardoor ze niet meer de energie had om naast haar werk ook nog te trainen.